# Reforma fiscal española de 1977
La reforma fiscal de 1977 de España, realizada durante la transición política a la democracia, supuso una ruptura del sistema fiscal heredado del régimen franquista y la modernización y homologación con mucho retraso con los sistemas fiscales de  Europa Occidental. La reforma sentó las bases y principios que con múltiples modificaciones han informando el sistema impositivo español hasta la actualidad (2025). Conllevó una alteración sustancial del reparto de la carga tributaria, una ampliación de la capacidad recaudatoria y del número de contribuyentes en España para poder financiar el gasto público de un estado del bienestar.

## Antecedentes
El sistema tributario heredado del franquismo en 1977 era una estructura poco eficiente y fuertemente regresiva, que tenía capacidad para financiar un gasto público muy limitado y con escasa flexibilidad que obstaculizaba la utilización de la política fiscal como instrumento estabilizador, una carencia especialmente relevante en el ámbito de la depresión que atravesaba la economía española durante esos años, derivada de la crisis del petróleo.
En 1972, el entonces ministro de Hacienda Alberto Monreal Luque, encargó al Instituto de Estudios Fiscales, que estaba dirigido por el profesor Enrique Fuentes Quintana, la elaboración  de un informe sobre una posible reforma fiscal, que se plasmó en el denominado libro verde de la reforma. El 10 de junio de 1973, el ministro y Fuentes Quintana presentaron su proyecto al jefe del Estado, Francisco Franco en el palacio del Pardo, que aunque aparentemente fue bien recibido por Franco, provocó el cese fulminante del Monreal Luque y la destrucción de los ejemplares existentes del proyecto de reforma.
La dictadura de Franco se mostró incompatible con la existencia de un sistema fiscal universal y progresivo, en el que tanto razones de eficiencia como de equidad demandaban profundos cambios en el sistema fiscal. La reforma tributaria de la democracia debía implicar principios y objetivos diferentes para el sistema tributario y el establecimiento de un nuevo cuadro de impuestos. Como elemento añadido el trasfondo económico de la crisis del petróleo había dejado un proceso inflacionista importante, un gran crecimiento del desempleo y del déficit público. En ese ámbito, en octubre de 1977 se firmaron los denominados Pactos de la Moncloa suscritos por el gobierno con los principales partidos políticos, sindicatos y organizaciones empresariales más representativos. 
La Ley de Medidas Urgentes de Reforma Fiscal que fue una de las primeras leyes aprobadas en la democracia española tras las elecciones generales de junio de 1977, contó con el auspicio técnico de Enrique Fuentes Quintana y con Francisco Fernández Ordóñez, como ministro ejecutor. En su planteamiento se copió, con un amplio retraso, el modelo tributario socialdemócrata, propio del estado del bienestar que se había instalado en la Europa democrática occidental tras el final de la Segunda Guerra Mundial.

## Contenido de la reforma

### Ley de Medidas Urgentes de Reforma Fiscal
La reforma se inició con la presentación del proyecto ante la Comisión de Economía y Hacienda de las Cortes el 9 de agosto de 1977 y se formalizó en la Ley 50/1977 de Medidas Urgentes de Reforma Fiscal, de 14 de noviembre de 1977, que se aprobó casi por unanimidad del Congreso de los Diputados, tenía como objetivo principal establecer un sistema puente y allanar el camino para la instauración de los nuevos impuestos que habrían de llegar al año siguiente. las principales medidas contenidas en la ley eran:
- Regularización voluntaria de los contribuyentes;
- Levantamiento del secreto bancario;
- Introducción del delito fiscal;
- Regulación de las sociedades interpuestas;
- Establecimiento del impuesto sobre el patrimonio, que serviría como testigo de control para facilitar la implantación y recaudación del impuesto sobre la renta;
- La reforma del impuesto sobre el lujo;
- Concesión de bonificaciones fiscales para la creación de empleo.

### Continuación en 1978
En 1978, se dio el segundo paso en la reforma, con la aprobación de la Ley Ley 44/1978 del Impuesto sobre la Renta de las Personas Físicas (8 de septiembre de 1978) y la Ley 61 de 1978 del Impuesto de Sociedades (27 de diciembre).
El impuesto sobre la renta de 1978 creó un auténtico impuesto general sobre la renta y acabó con el sistema de imposición personal existente denominado "de producto" que estaba compuesto por cinco impuestos independientes que gravaban los rendimientos del trabajo, los bienes urbanos, los bienes rústicos, el capital y las actividades comerciales e industriales. Estos impuestos eran considerados a cuenta del impuesto general sobre la renta. En 1972 el impuesto general recibía 350.761 declaraciones, de las cuales solo 29.389 resultaban con cuota positiva. El nuevo impuesto sometió a gravamen también los incrementos de patrimonio que antes quedaban excluidos. Se escogió la unidad familiar como sujeto de tributación del impuesto.
Más allá de la aceptación de los principios generales de la reforma, en la tramitación legislativa de las normas legales se puso de manifiesto la resistencia de determinados grupos de presión, integrados alguno dentro del seno del propio gobierno de la UCD, que sólo admitieron la reforma cuando se aflojaron determinados mecanismos para esquivar o aligerar la tributación y que en definitiva la dejaron un tanto descafeinada con respecto a los proyectos originales del equipo de Fuentes Quintana y Fernández Ordóñez. Las modificaciones introdujeron en el IRPF un tratamiento fiscal más favorable para las rentas del capital y las plusvalías y eliminaron elementos de control con los otros impuestos, que dejaron abierta la puerta a la elusión fiscal de las rentas no salariales. Igualmente se retrasó la implantación de algunos impuestos, lo que resto eficiencia al sistema fiscal. Faltó también una imperiosa renovación de la administración tributaria para poder llevar a cabo una reforma que suponía un drástico cambio del sistema tributario. Por último la urgencia en la aplicación de los cambios generó algunas deficiencias formales en las normas mismas. Por todos estos motivos, en los años posteriores se llevaron a cabo distintas modificaciones en la normativa.

### Consolidación de la democracia (1983-1988)
La culminación de la reforma tributaria que se había iniciado en 1977, llegó tras la consolidación de los gobiernos socialistas, entre 1983 y 1988, y la entrada de España en la Comunidad Económica Europea. Las medidas más importantes contenidas en periodo fueron:
- Creación del Impuesto sobre el Valor Añadido, como condición imprescindible para la entrada de España en la Comunidad Económica Europea.
- Se acentuó la progresividad del IRPF mediante las reformas realizadas por la Ley 14/1985 de Régimen Fiscal de determinados activos financieros y por la Ley 48/1985;
- Aprobación de un nuevo Impuesto sobre Sucesiones y Donaciones, por Ley 29/1987;
- Modificación de los impuestos especiales  por Ley 45/1985, de 23 de diciembre, para adecuarlos a las directivas comunitarias;
- Reorganización de la gestión e inspección de los tributos y aprobación de medidas para combatir el fraude fiscal, con la Ley 10/1985 de modificación de la Ley General Tributaria y la Ley Orgánica 21/1985 de reforma del Código Penal en materia de Delitos contra la Hacienda Pública.

Con todo este conjunto de medidas quedó completado el periodo de transición del sistema tributario de España.